# Campionato portoghese di calcio
Il campionato portoghese di calcio (in portoghese: Sistema de ligas de futebol de Portugal) si suddivide in una serie di categorie interconnesse tra loro in modo gerarchico. Si disputa sotto l'egida della Federazione calcistica del Portogallo, l'ente deputato a governare il calcio nel Portogallo; la massima divisione è la Liga Portugal.

## Struttura
| Livello      | Divisione                                                  | Divisione                                                  | Divisione                                                  | Divisione                                                  | Divisione                                                  | Divisione                                                  | Divisione                                                  | Divisione                                                  | Divisione                                                  | Divisione                                                  | Divisione                                                  | Divisione                                                  |
| ------------ | ---------------------------------------------------------- | ---------------------------------------------------------- | ---------------------------------------------------------- | ---------------------------------------------------------- | ---------------------------------------------------------- | ---------------------------------------------------------- | ---------------------------------------------------------- | ---------------------------------------------------------- | ---------------------------------------------------------- | ---------------------------------------------------------- | ---------------------------------------------------------- | ---------------------------------------------------------- |
| 1 Pro        | Liga Portugal 18 squadre                                   | Liga Portugal 18 squadre                                   | Liga Portugal 18 squadre                                   | Liga Portugal 18 squadre                                   | Liga Portugal 18 squadre                                   | Liga Portugal 18 squadre                                   | Liga Portugal 18 squadre                                   | Liga Portugal 18 squadre                                   | Liga Portugal 18 squadre                                   | Liga Portugal 18 squadre                                   | Liga Portugal 18 squadre                                   | Liga Portugal 18 squadre                                   |
| 2 Pro        | Liga Portugal 2 18 squadre                                 | Liga Portugal 2 18 squadre                                 | Liga Portugal 2 18 squadre                                 | Liga Portugal 2 18 squadre                                 | Liga Portugal 2 18 squadre                                 | Liga Portugal 2 18 squadre                                 | Liga Portugal 2 18 squadre                                 | Liga Portugal 2 18 squadre                                 | Liga Portugal 2 18 squadre                                 | Liga Portugal 2 18 squadre                                 | Liga Portugal 2 18 squadre                                 | Liga Portugal 2 18 squadre                                 |
| 3 Semipro    | Liga 3 2 gironi, 20 squadre                                | Liga 3 2 gironi, 20 squadre                                | Liga 3 2 gironi, 20 squadre                                | Liga 3 2 gironi, 20 squadre                                | Liga 3 2 gironi, 20 squadre                                | Liga 3 2 gironi, 20 squadre                                | Liga 3 2 gironi, 20 squadre                                | Liga 3 2 gironi, 20 squadre                                | Liga 3 2 gironi, 20 squadre                                | Liga 3 2 gironi, 20 squadre                                | Liga 3 2 gironi, 20 squadre                                | Liga 3 2 gironi, 20 squadre                                |
| 4 Dilettanti | Campeonato de Portugal 4 gironi interregionali, 56 squadre | Campeonato de Portugal 4 gironi interregionali, 56 squadre | Campeonato de Portugal 4 gironi interregionali, 56 squadre | Campeonato de Portugal 4 gironi interregionali, 56 squadre | Campeonato de Portugal 4 gironi interregionali, 56 squadre | Campeonato de Portugal 4 gironi interregionali, 56 squadre | Campeonato de Portugal 4 gironi interregionali, 56 squadre | Campeonato de Portugal 4 gironi interregionali, 56 squadre | Campeonato de Portugal 4 gironi interregionali, 56 squadre | Campeonato de Portugal 4 gironi interregionali, 56 squadre | Campeonato de Portugal 4 gironi interregionali, 56 squadre | Campeonato de Portugal 4 gironi interregionali, 56 squadre |
| 5 Dilettanti | Campeonatos Distritais 26 gironi regionali, 286 squadre    | Campeonatos Distritais 26 gironi regionali, 286 squadre    | Campeonatos Distritais 26 gironi regionali, 286 squadre    | Campeonatos Distritais 26 gironi regionali, 286 squadre    | Campeonatos Distritais 26 gironi regionali, 286 squadre    | Campeonatos Distritais 26 gironi regionali, 286 squadre    | Campeonatos Distritais 26 gironi regionali, 286 squadre    | Campeonatos Distritais 26 gironi regionali, 286 squadre    | Campeonatos Distritais 26 gironi regionali, 286 squadre    | Campeonatos Distritais 26 gironi regionali, 286 squadre    | Campeonatos Distritais 26 gironi regionali, 286 squadre    | Campeonatos Distritais 26 gironi regionali, 286 squadre    |